# Дэвид, Бабаджиде
Бабаджиде Дэвид Акинтола (англ. Babajide David Akintola; 13 января 1996,  Нигерия) — нигерийский футболист, полузащитник клуба «Адана Демирспор».

## Карьера
Дэвид является воспитанником ФК Эбедей.
Играл в Торнео Белинзона U до 18 лет, сделав одну голевую передачу,  и рассматривался как один из самых талантливых молодых игроков Нигерии.
Дэвид перешел в ФК "Мидтьюлланд" в ноябре 2014 года из ФК "Эбедей". Он играл за Мидтьюлланд U19 в сезоне 2014-2015, где они выиграли чемпионат. Он помог команде, забив 9 голов. Был переведён в основную команду.
16 февраля 2018 года он был арендован фк Хёугесунн.
В феврале 2019 года Дэвид снова был отправлен в аренду, на этот раз в Русенборг с правом выкупа. C Русенборгом сыграл в плей-офф отбора в группу Лиги Чемпионов 2019-2020.. Акинтола забил гол в ворота Динамо Загреб.